# 溧阳府
溧阳府，中国元朝时设置的府，治所在今江苏省溧阳市。

## 历史
元朝至元十五年（1278），升溧州置，仍属江淮等处行中书省江东道宣慰司。
至元十六年（1279），改为溧阳路，隶属不变。